# François Magnée
François Magnée, né à Mons le 8 octobre 1798 et mort à Bruxelles le 8 mai 1865, est un calligraphe belge. Il a notamment été calligraphe du premier roi des Belges, Léopold Ier.

## Biographie

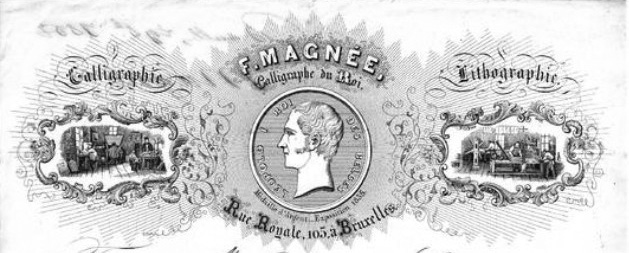
Entête de facture au nom de François Magnée, vers 1856.

C'était un enfant surdoué, de qui on a conservé de nombreuses réalisations remarquables dans le domaine du dessin fusain. Il semble avoir commencé sa carrière professionnelle à Paris, où il publie ses premiers ouvrages en 1827 ; il enseignait à cette époque à l’Athénée des Arts. En 1828, il est nommé premier calligraphe du roi des Pays-Bas et en 1834 premier calligraphe du roi des Belges.
Il était aussi imprimeur en taille-douce de la cour de Belgique, et cité comme tel dès 1830 dans l’ Almanach du commerce du royaume des Pays-Bas (1 : Bruxelles et ses environs). On possède un entête de facture de sa société postérieur à 1856.
Dans l'Indicateur belge pour l'an 1840, il est dit fabricant breveté de "cartes glacées dites d'Allemagne", c'est-à-dire des cartes glacées ou moirées imitant la nacre de perle. Cette activité va évidemment de pair avec un savoir-faire de calligraphe, de graveur et de taille-doucier, pour imprimer des cartes de visite. Il avait pour concurrent un certain Konen, qui travaillait Montagne de la cour.
En 1830, il habitait rue au Lait à Bruxelles, en 1837-1840 rue de l’Abricot, vers 1856 au 105 rue Royale.
On possède de lui un portrait légendé François Magnée, premier calligraphe du Roi des Belges lithographié par Baugniet en 1833 (Anvers MPM).

## Récompenses
- Médaille de vermeil en 1824 à l’Exposition de Tournai.
- Médaille d’argent à l’Exposition des Beaux-Arts d’Haarlem en 1825.
- Médaille de vermeil à l’Exposition de Valenciennes en 1825.
- Récompenses aux Expositions de Bruxelles (1847), Paris (1855) et Londres (1851, 1862).

## Œuvres graphiques
- Bélisaire (exposé à Tournai)
- Portrait de Guillaume Ier (exposé à Haarlem)
- Portraits du roi Léopold Ier et de la reine Louise-Marie, entourés d’ornements calligraphiques. Bruxelles : Calligraphie royale, s. d. Dessin de Magnée, texte de Mathieu et gravure de L. Slaes. Exposé à Bruxelles en 1836. (Anvers EHC, Bruxelles AGR : I 267 - 2143/1 et /2). La légende des deux portraits indique que les manuscrits originaux des portraits ont été offerts au roi et à la reine.
- Marie Stuart (exposé à Valenciennes)
- La Tendresse maternelle (exposé à Valenciennes)
- Couronnement de Charles X (exposé à Mons)
- Le Triomphe d’Espagne (exposé à Mons).
- Pater noster (calligraphie ornementée, 1 x 0,7 m, Paris : Lorget, Hautecœur-Martinet, Gendron, Porchelot, Brasseur, Delaforest, His jeune (impr. Gaultier-Laguionie), 1827). Le prospectus de souscription de cette gravure a paru dans la Bibliographie de la France, où Magnée est dit calligraphe à Paris. Citée dans Cat. Muller n° 209.

La notice de L. Devillers précise qu’on a conservé à la Bibliothèque publique de Mons ses œuvres les plus remarquables.

## Travaux calligraphiques
Il collabore au livre de la noble confrérie de Saint-Joseph, commencé au début du XVIIe siècle et enrichi tout au long jusqu’au XIXe siècle (cf. Bulletin des commissions royales d’art et d’archéologie 11 (1871), p. 209.

## Méthodes de calligraphie
- Alphabets d’échantillons pour les amateurs de la calligraphie. Paris : His , 1827. (Leuven UB, Liège BU, Paris Bibl. Forney).

Disponible aussi à Paris chez His jeune, Debreville et Hautecœur-Martinet (Bibliographie de la France).
- Cahier d’écriture système de Magnée. Bruxelles : 1850. (Anvers EHC).
- Calligraphie royale...  Bruxelles : Fabrique des cartes glacées, (1831). 8° obl. (Berlin SBPK).

Réédité en 1850 (Bruxelles KBR).
- L’Écriture anglaise dans sa perfection... . 1e-[4e] livraison. Bruxelles : His, 1827. 4° obl., 4 parties. (Paris BNF (Est.) : K 34).

Réédité à Paris : Tourneaux, 1827 (Toronto UL) et en 1828 (Bibliographie de la France).
- Mécanisme de l’écriture belge, ou moyen abréviatif d’apprendre à écrire & de corriger les écritures défectueuses. Bruxelles : 1858. 46 p. (Bruxelles KBR).

2e édition révisée et augmentée. Bruxelles : s.n., [185X] (Toronto UL).
- Méthode raisonnée sur l’art d’écrire l’anglaise, dédiée aux instituteurs des écoles primaires de la Belgique. 1830. 32 p. (Paris Bibl. Forney).
- Nouvelle échelle de multiplication. Paris : ca. 1820. Feuille contenant une table de multiplication de 2 à 24 présentée en cercles et en couleurs. (Base Mnemosyne).
- Le Parfait calligraphe ou méthode pour apprendre soi-même à écrire en peu de leçons, suivi de L’Eloge de l’écriture de l’abbé Moussaud. Bruxelles : 1828 (grav. Lansraux, impr. Mons : Piérart). (Anvers UB, Gand UB : ex. numérisé sur Google Books).

Réédité à Lyon : Babeuf, 4° obl., 42 p. + 17 pl. (Paris BNF).
- La Plume volante. Bruxelles : Calligraphie royale, s.d. (Anvers EHC).
- Recueil de sentences françaises pour servir à l’instruction et à l’amusement des jeunes demoiselles. La Haye et Bruxelles : l’auteur et Van Langenhuysen, 1830. (Bruxelles KBR. Musée de Leipzig).
- Voorschriften ter oefening in het kunstmatig schrijven ten gebruike der scholen. Bruxelles : te Bergen in Hengouwen, s.d. 24 p.